# Guntorpsraset
Guntorpsraset var ett av de mindre av efterkrigstidens många jordskred i Västsverige. Det förde dock till ett nästan två månaders stopp i tågtrafiken på järnvägen mellan Göteborg och Trollhättan.
Detta skred inträffade den 13 april 1953 vid Guntorp i Lödöse landskommun, idag Lilla Edets kommun. Järnvägen, som då hette Bergslagsbanan men nu benämns Norge/Vänerbanan,
följer här ett vattendrag som omtalas som Guntorpsbäcken cirka 4 kilometer från dennas utföde i Göta älv. Moderna kartor kallar platsen Gunntorp och vattendraget Gårdaån, som mynnar ut i älven vid tätorten Lödöse.. Vid skredet sjönk 60 meter av banvallen 6–7 meter närmast lodrätt ned, och jordmassorna intill försköts mot vattendraget. Detta förde till stopp på järnvägstrafiken som först kom igång igen den 10 juni. Inga personskador är kända.